# Židovský hřbitov v Osoblaze
Židovský hřbitov v Osoblaze se nachází v severovýchodní části obce Osoblaha, okres Bruntál při vnější straně městské hradby.

## Historie
Jeho založení se datuje do první poloviny 15. století a pohřbívalo se zde až do 30. let 20. století. Nejstarší maceva (náhrobek) obsahuje datum úmrtí 5454 dle židovského kalendáře, což odpovídá roku 1694. Na náhrobku je uvedeno jméno Mešulam Žalman, který byl synem uprchlíka z Vídně Izáka Marpurka. V roce 1802 zasáhl hřbitov požár, jeho zkáze podlehly jedinečné dřevěné náhrobky. Během druhé světové války byl hřbitov těžce poškozen. Počátkem 90. let 20. století byl hřbitov rekonstruován. V rozporu z náboženskými předpisy byly macevy nově uspořádány a tudíž již neoznačují místo, kam byly uloženy ostatky zemřelého. Hřbitov je velmi cenný díky svému stáří a díky, na českém území zcela unikátním, náhrobkům polského (slezského) typu. Od roku 1958 je hřbitov státem veden jako památka. Do dnešních dnů se dochovalo 313 náhrobků. Hřbitov je volně přístupný. 

## Galerie

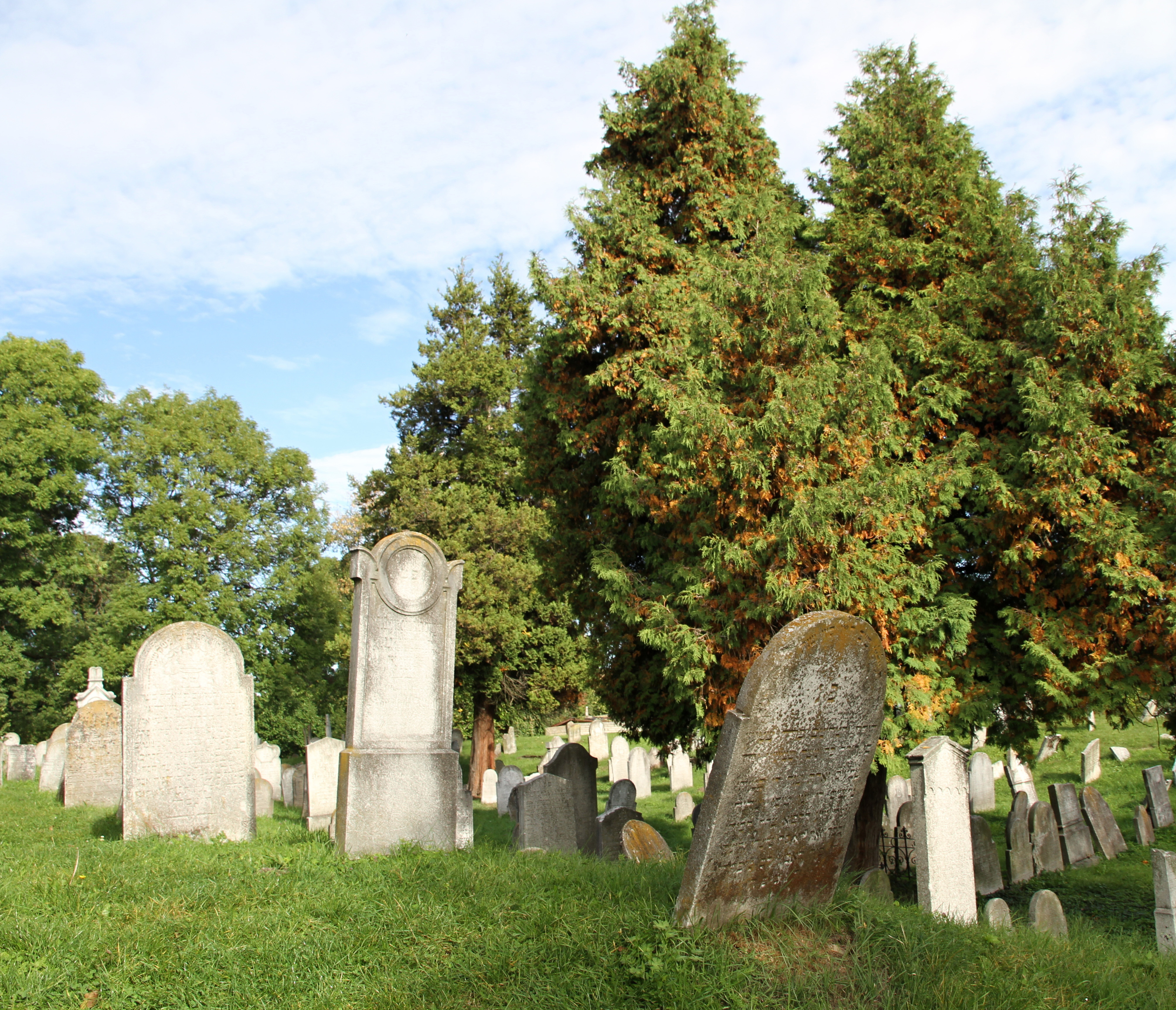
Židovský hřbitov v Osoblaze v roce 2012

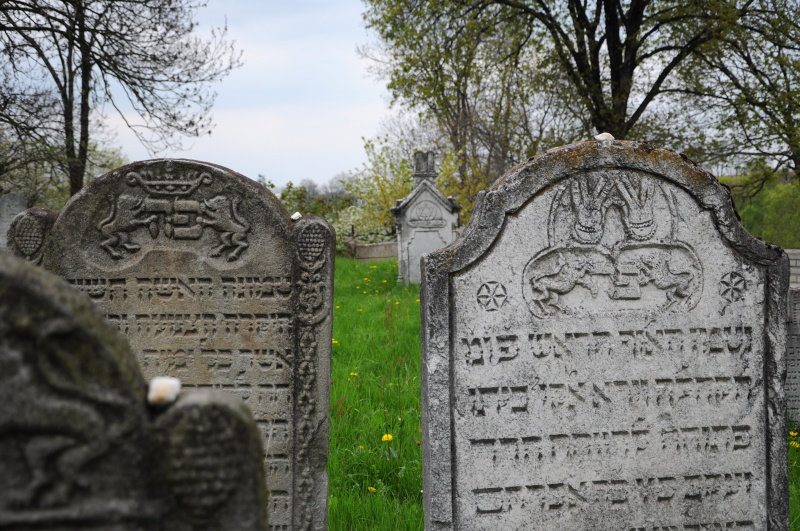
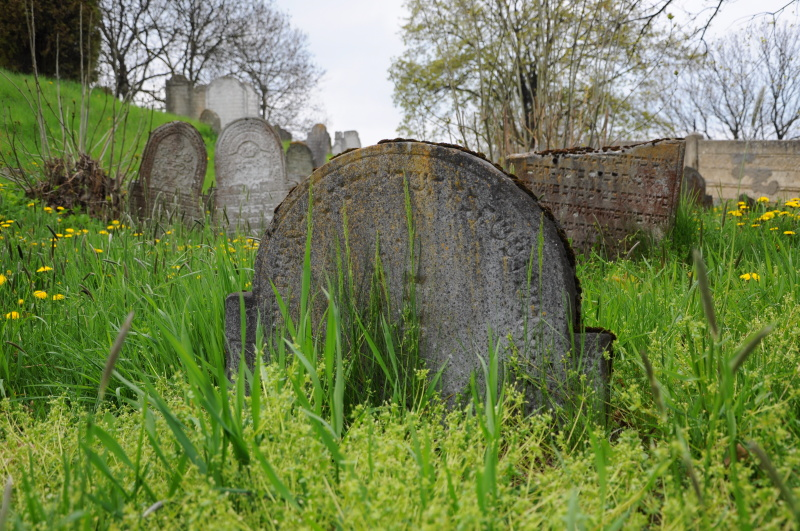
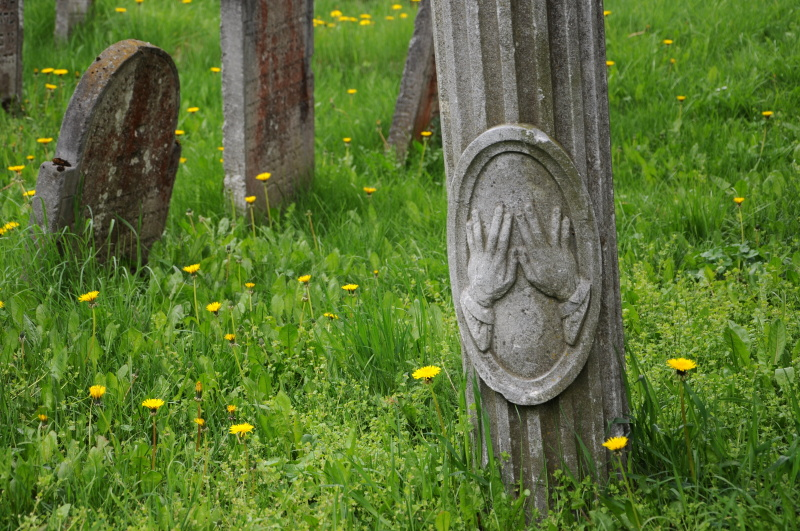
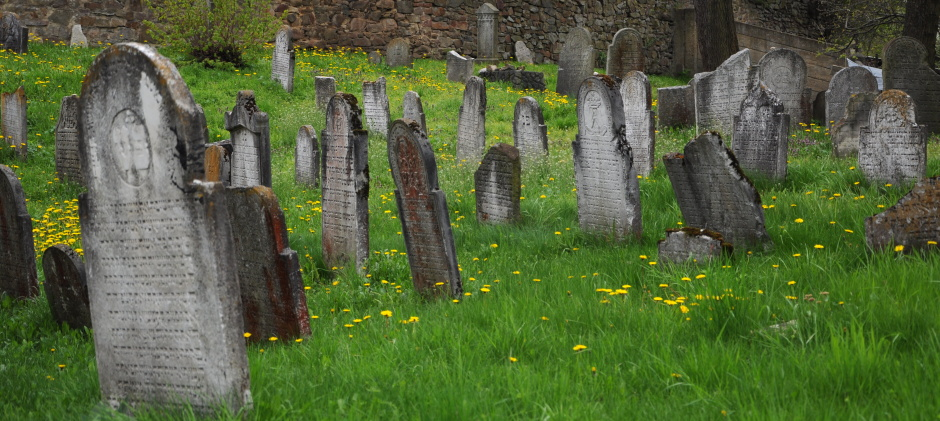
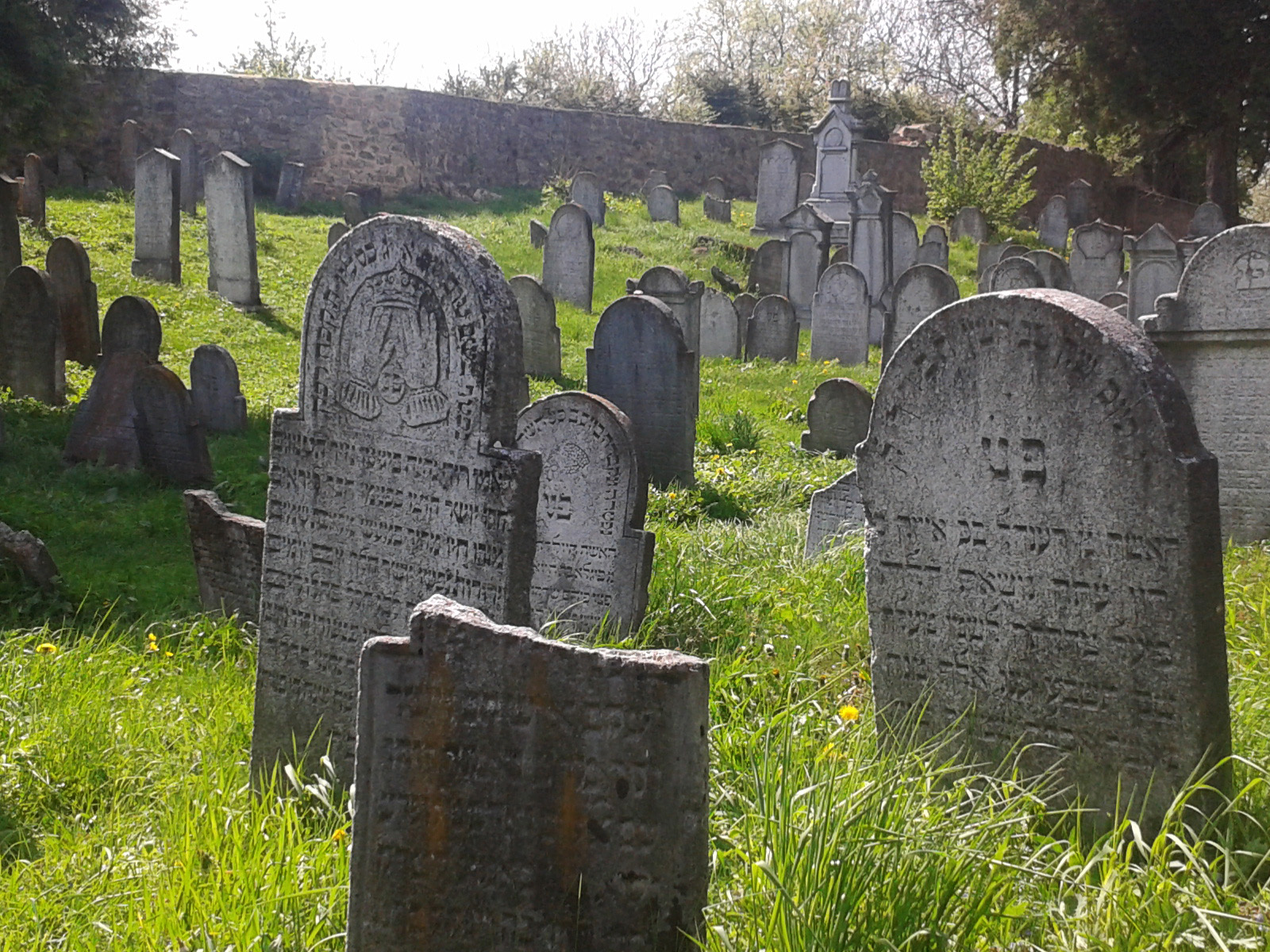
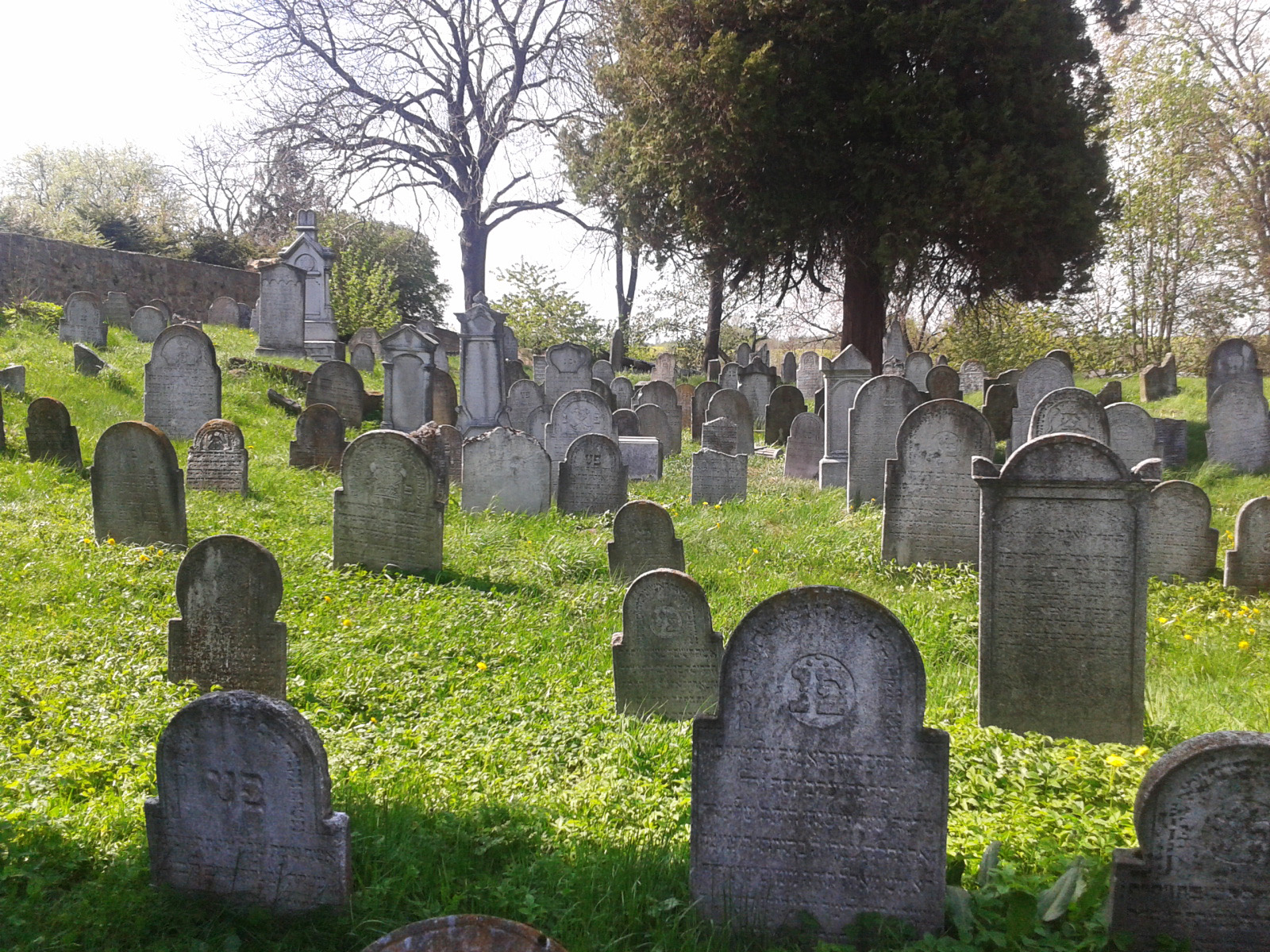
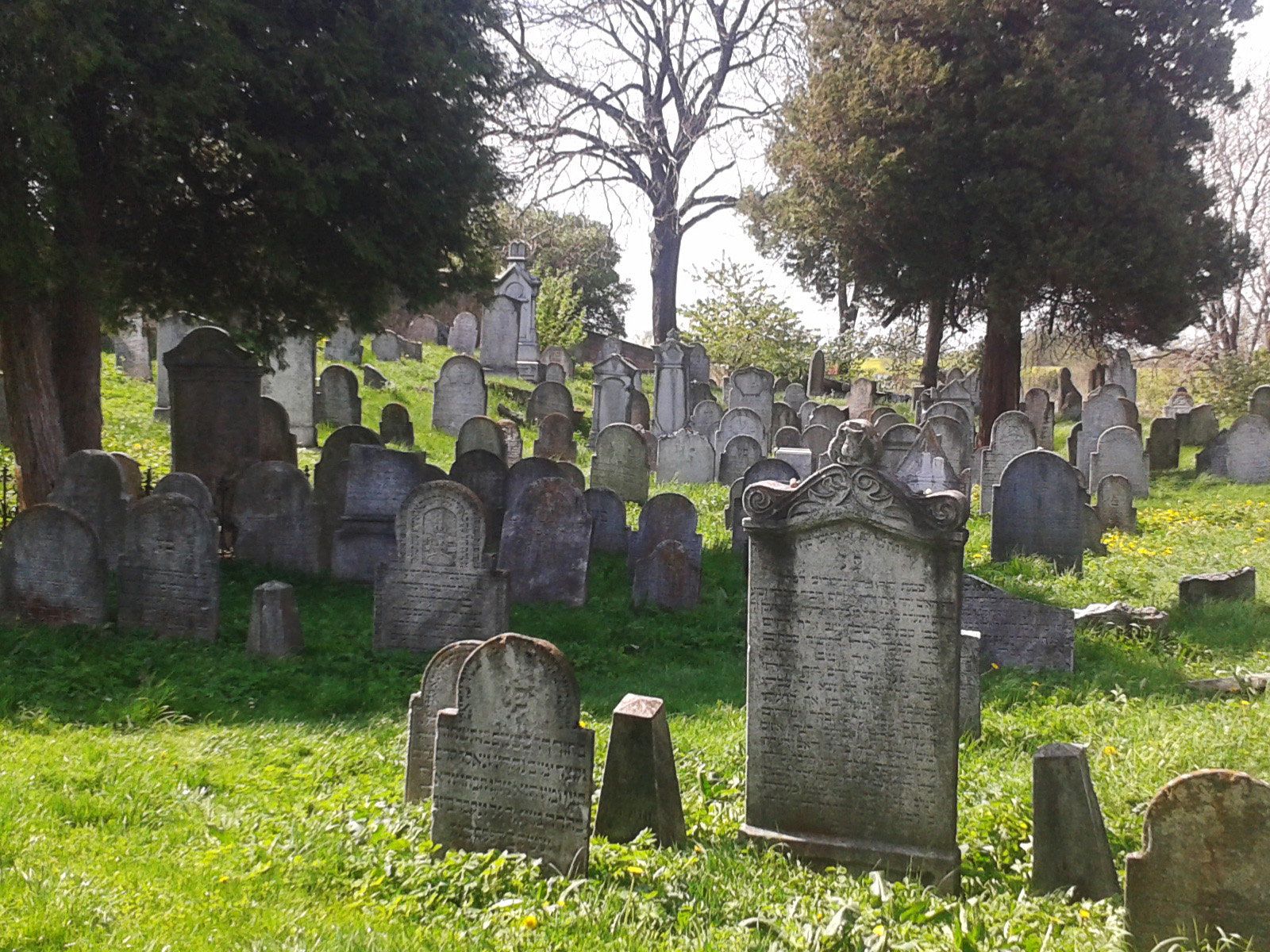
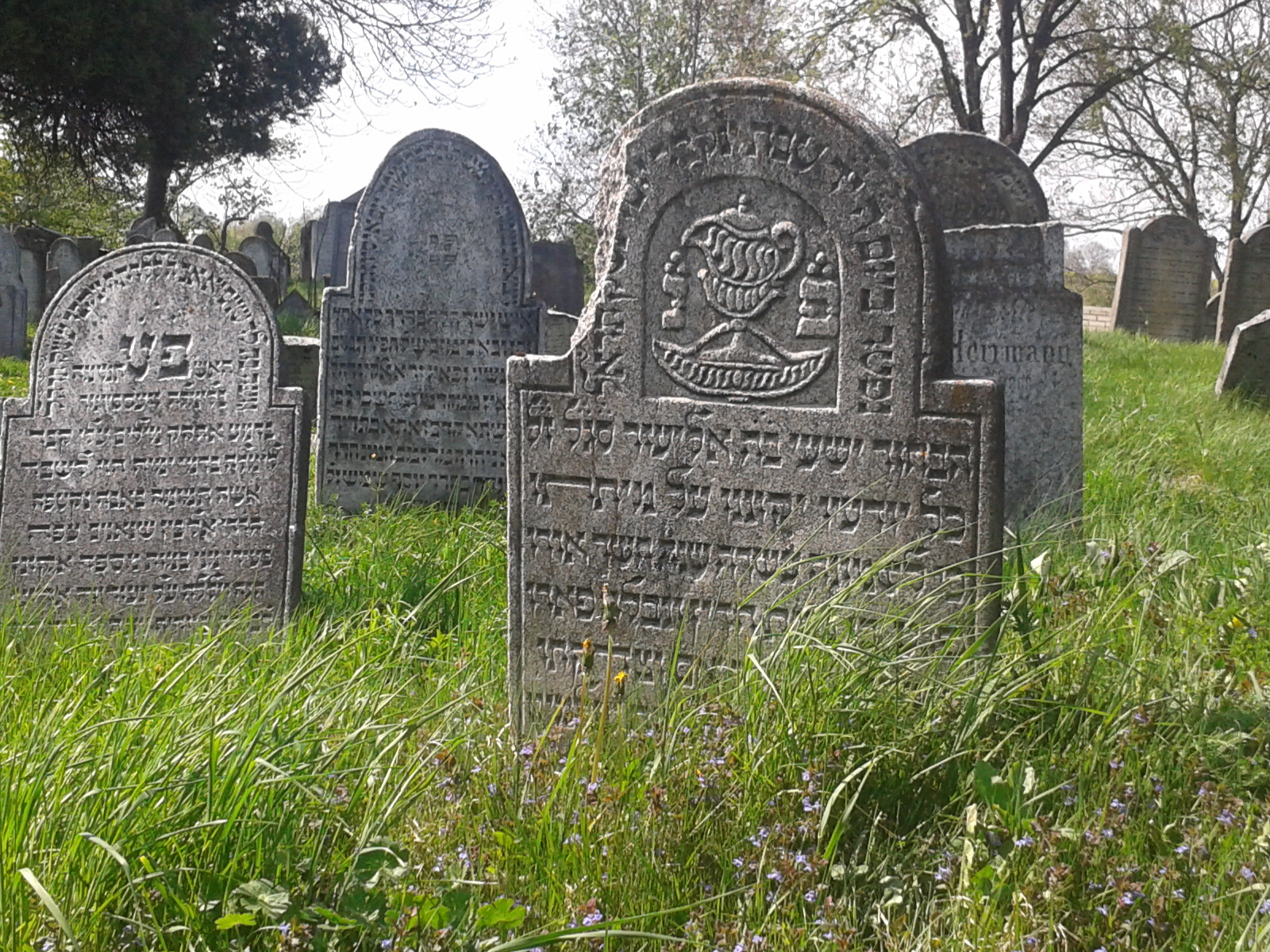
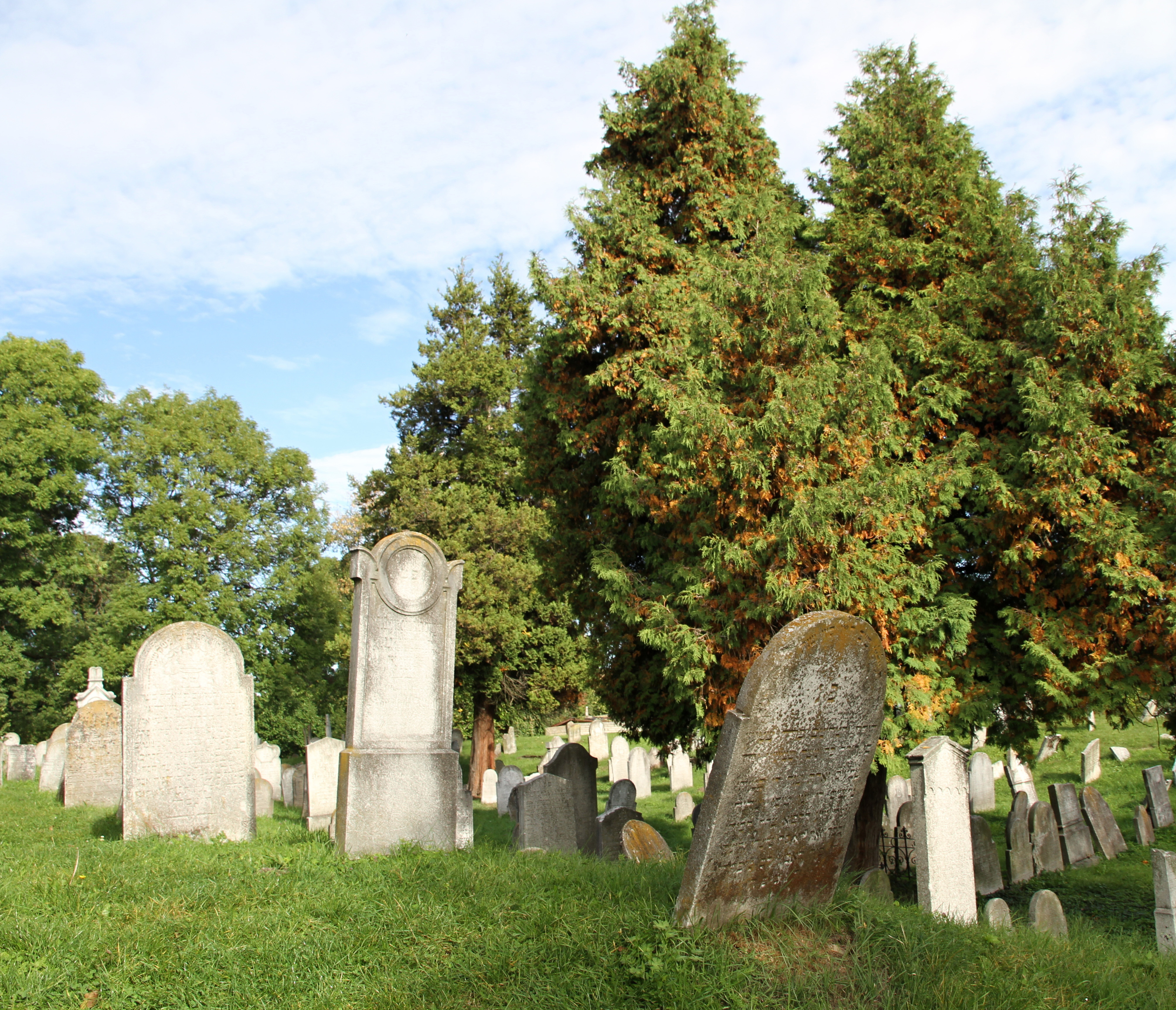
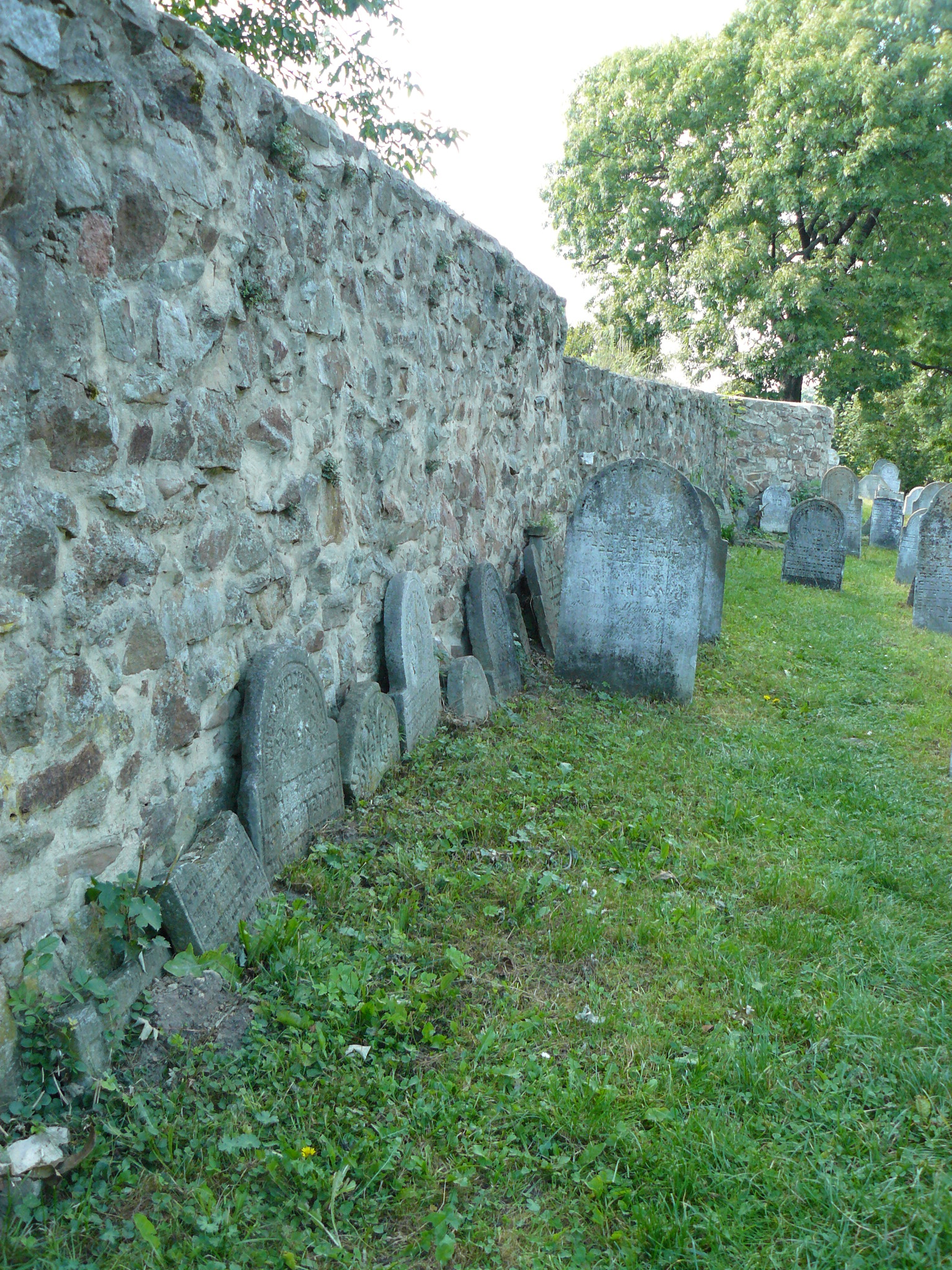
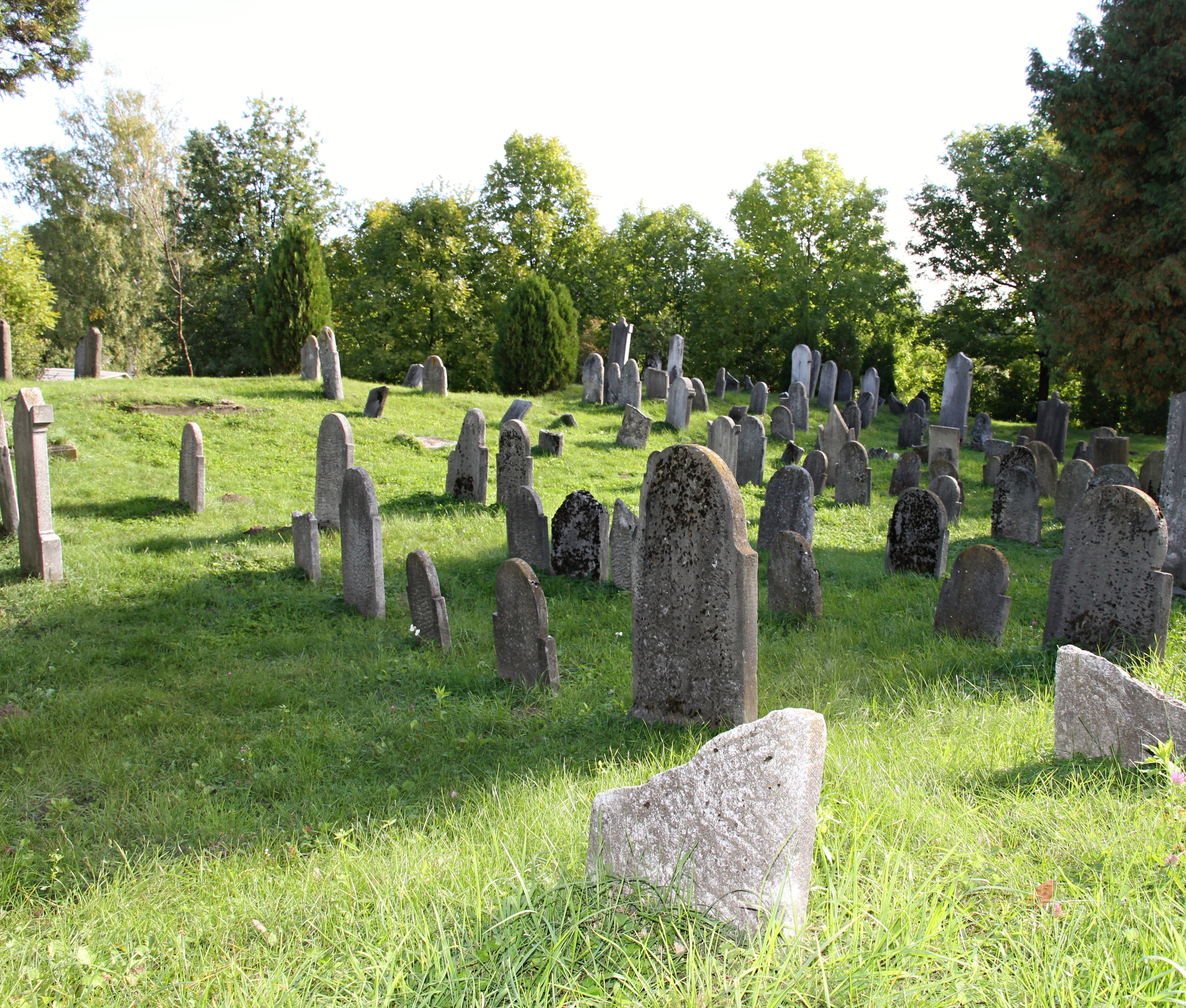
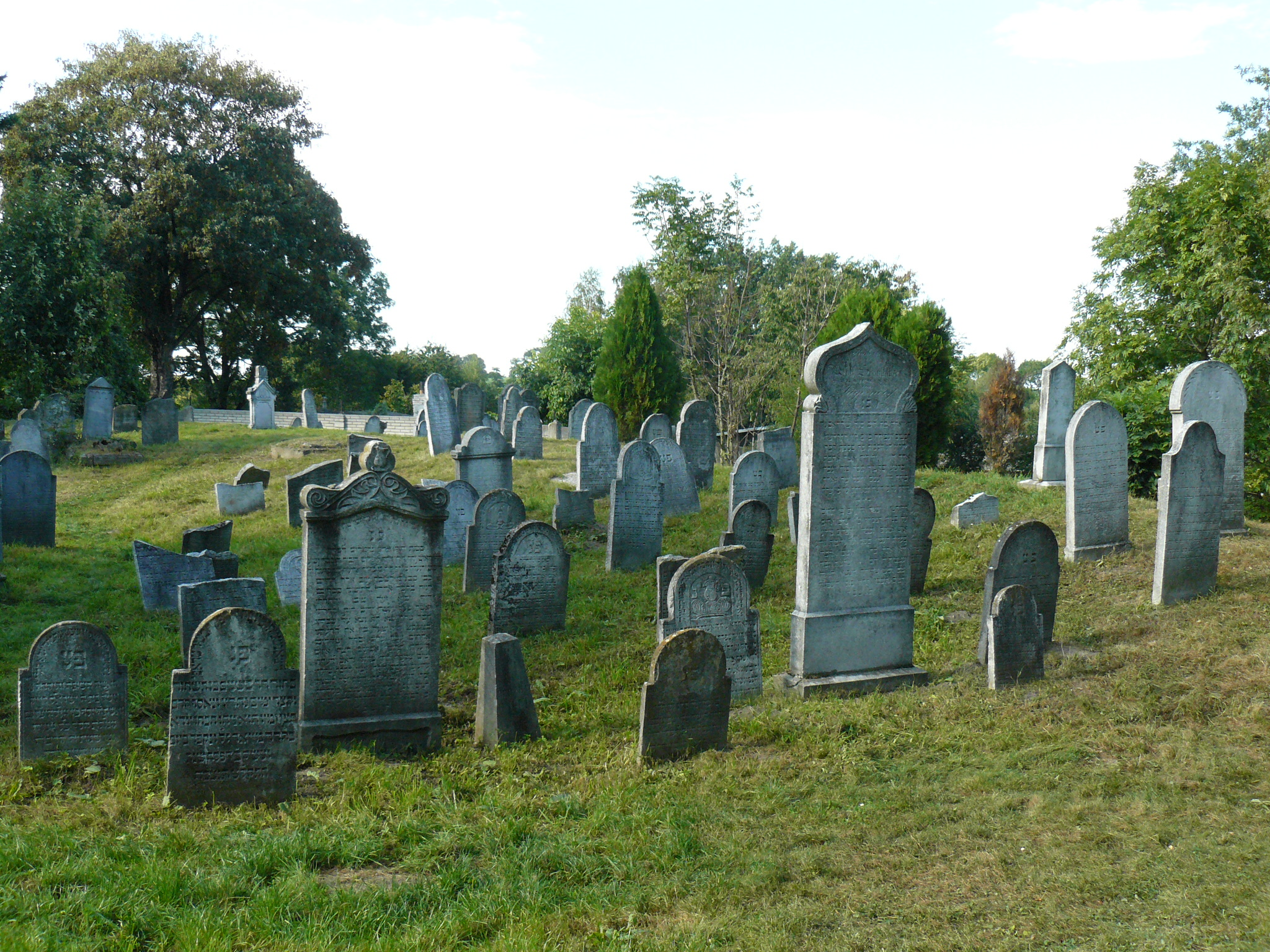
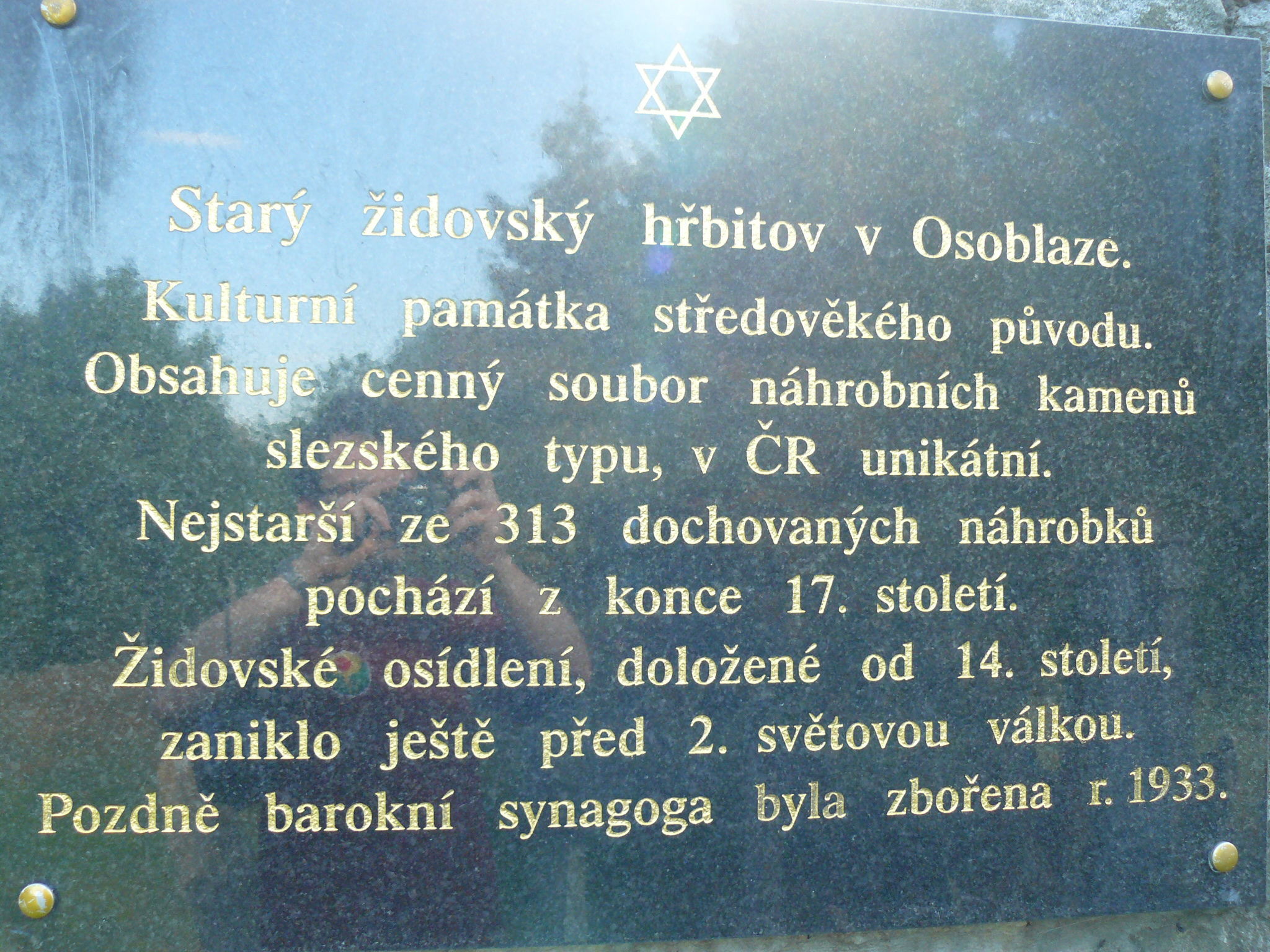

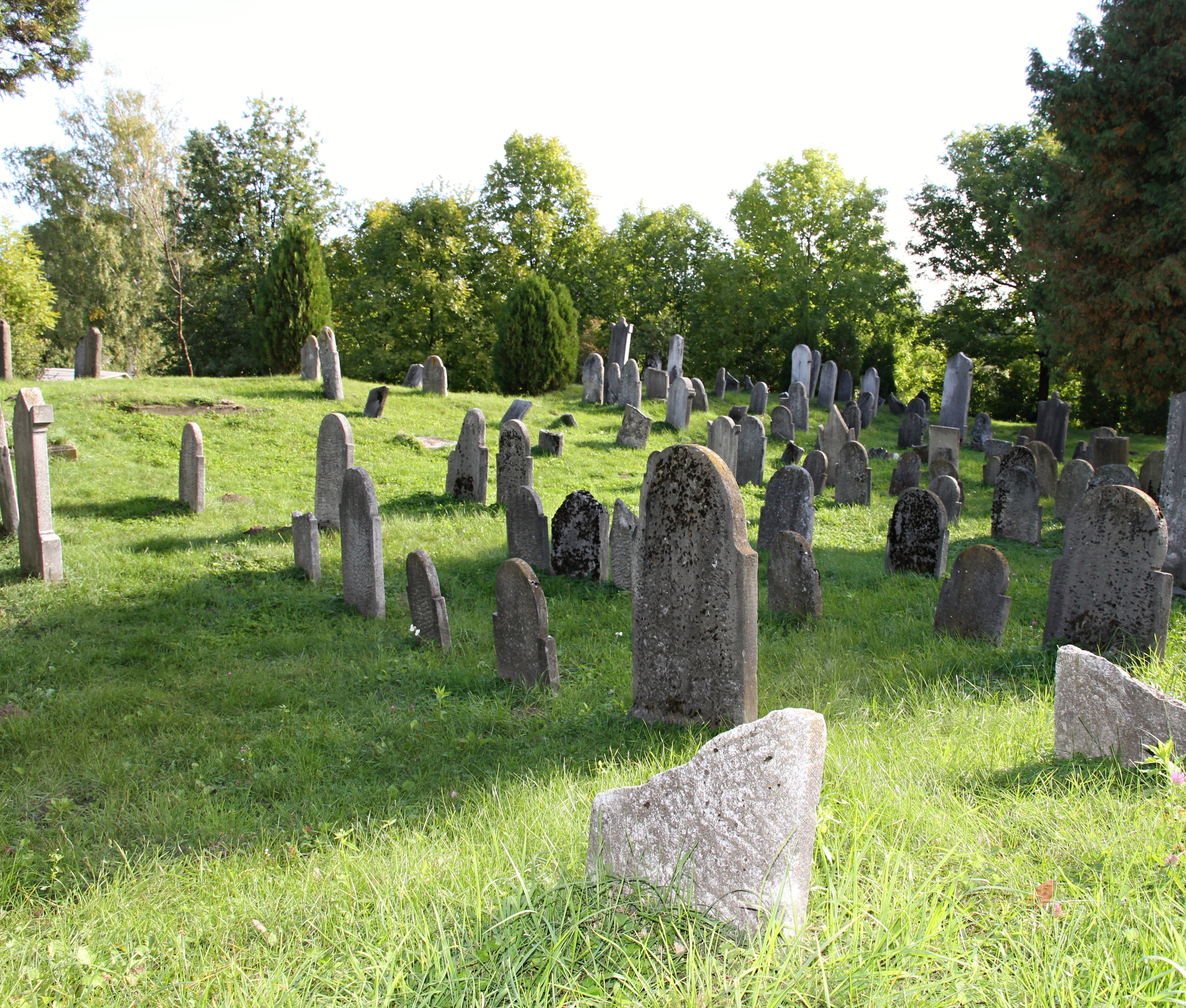
Židovský hřbitov v Osoblaze, jiný pohled, rok 2012